# Slanské vrchy
Slanské vrchy (maďarsky Szalánci-hegység) jsou pohoří vulkanického původu na východním Slovensku a v severovýchodním Maďarsku. Táhnou se v severojižním směru od Prešova až po maďarské město Tokaj, na západě spadají do Košické kotliny, na východě do Východoslovenské nížiny, na jihu leží Velká dunajská kotlina. Jejich maďarská část nese název Tokaji-hegység (Tokajská vrchovina) nebo Zemplényi-hegység (Zemplínská vrchovina), ale neplést se Zemplínskými vrchy (Zemplényi-szigethegység), které se nacházejí nedaleko a od Slanských vrchů je odděluje Roňavská brána. Celé pásmo Slanských (Slansko-tokajských) vrchů se také označuje maďarským názvem Eperjes-Tokaji-hegység (Prešovsko-tokajská vrchovina). Délka pohoří, slovenské i maďarské části, je přibližně 100 km.
Nejvyšším vrchem je Šimonka (1092 m nad mořem), nejvyšší vrch maďarské části je Veľký Milič (maďarsky Nagy-Milic, 895 m n. m.), ležící přímo na slovensko-maďarské hranici. Geologicky se řadí k tzv. východoslovenským neovulkanitům neogenního věku (23,8 – 5,3 mil. let). Tvořeny jsou ryolity, dacity a hlavně amfiboly – pyroxenickými andezity a jejich tufy. V severní části pohoří vystupují nadložní sedimenty tvořené jíly, pískovci a slepenci. Samotné andezitové masivy tvoří stratovulkanické souvrství, tvořené střídáním masivních andezitových poloh s vrstvami vulkanického popela.
Andezit je využíván jako stavební kámen vysoké kvality.
Ve Slanských vrších se nacházejí opálové doly s členitým systémem štol, kde se těží slovenský opál. V současnosti se v dole také nachází zimoviště netopýrů. Strmé vrcholy Slánských vrchů byly základnou pro mnoho středověkých kamenných hradů jako jsou například hrady Sárospatak, Füzér a Regéc (všechny v Maďarsku) či Slanec, Zbojnícký hrad a Šebeš (na Slovensku).

## Slovenská část
Slovenská část pohoří Slanské vrchy se člení na pět geografických podcelků a jsou to: Šimonka, Makovica, Bogota, Mošník a Milič.

### Vrcholy na slovenské části
Vrcholy Slanských vrchů nad 800 m n. m.
- Šimonka (1092,0 m) (Nejvyšší vrch Slanských vrchů)
- Čierna hora (1072,7 m)
- Tri chotáre (1025,2 m)
- Makovica (981,4 m)
- Krivý javor (977,0 m)
- Praporec (961,2 m)
- Lysá (956,3 m)
- Menší vrch (949,9 m)
- Nad Remetovou (929,6 m)
- Oblík (924,8 m)
- Mošník (911,1 m)
- Črchlina (898,7 m)
- Veľký Milič (895,0 m)
- Dubník (874,2 m)
- Bodoň (868,3 m)
- Chabzdová (861,6 m)
- Lazy (859,4 m)
- Bogota (856,4 m)
- Dubová hora (851,8 m)
- Tancoška (845,0 m)
- Lipová (835,8 m)
- Ostrá (834,9 m)
- Tereš (824 m)
- Kuria hora (823,0 m)
- Dobrák (820,1 m)
- Mohylky (817,4 m)
- Ivanov vrch (813,3 m)
- Suchá hora (805,9 m)